# Стрижка клоуна
«Стрижка клоуна» (англ. The Clown Barber) — немой короткометражный фильм Джеймса Уильямсона. Дата премьеры неизвестна.